# Trimorphodon vilkinsonii
Espèce
Synonymes
- Trimorphodon biscutatus vilkinsonii Cope, 1886

Statut de conservation UICN

 LC  : Préoccupation mineure
Trimorphodon vilkinsonii  est une espèce de serpents de la famille des Colubridae.

## Répartition
Cette espèce se rencontre :
- aux États-Unis du Texas au Sud du Nouveau-Mexique ;
- au Mexique dans le nord-est du Chihuahua ;

## Étymologie
Cette espèce est nommée en l'honneur d'Edward Wilkinson (1846-1918).

## Publication originale
- Cope, 1886 : Thirteenth Contribution to the Herpetology of Tropical America. Proceedings of the American Philosophical Society, vol. 23, n. 122, p. 271-287 (texte intégral).